# 朱知𤎲
荥泽端简王朱知𤎲（16世纪—1549年），荥泽安懿王朱表檈的长子。
嘉靖十二年（1533年），朱表檈去世。十四年（1535年）十二月，明世宗遣隆平侯張偉等為正使持節，翰林院檢討李本等為副使捧冊，封朱知𤎲為滎澤王，夫人王氏為滎澤王妃。二十八年（1549年），朱知𤎲去世，无子，国除。

## 评价
- 《弇山堂别集》卷075：守禮執義，一德不懈。